# Lichos
Lichos ist eine französische Gemeinde mit 133 Einwohnern (Stand 1. Januar 2022) im Département Pyrénées-Atlantiques in der Region Nouvelle-Aquitaine (vor 2016: Aquitanien). Die Gemeinde gehört zum Arrondissement Oloron-Sainte-Marie und zum Kanton Montagne Basque (bis 2015: Kanton Navarrenx).
Der Name in der gascognischen Sprache lautet Lishòs. Die Bewohner werden Lichosiens und Lichosiennes genannt.

## Geographie
Lichos liegt ca. 35 km nordwestlich von Oloron-Sainte-Marie in der historischen Provinz Béarn.
Umgeben wird Lichos von den Nachbargemeinden:
|                        | Nabas                                       |        |
| Aroue-Ithorots-Olhaïby | Kompassrose, die auf Nachbargemeinden zeigt | Charre |
|                        | Charritte-de-Bas                            |        |

Lichos befindet sich im Einzugsgebiet des Flusses Adour. Der Saison, ein Nebenfluss des Gave d’Oloron, markiert die östliche Grenze zu der Nachbargemeinden Charre. Der Borlaas, einer seiner Zuflüsse, durchquert das Gebiet der Gemeinde und mündet dort in den Saison.

## Geschichte
Die Funde von Münzen und von Fundamenten einer Brücke, die aus der gallorömischen Zeit datieren, belegen die Besiedelung des Gemeindegebiets in der Antike. Die Geburt des heiligen Gratus, dem ersten Bischof des Bistums Oloron, im fünften Jahrhundert machte das Dorf schnell berühmt. Sein Geburtshaus am Ortseingang war das Ziel von Wallfahrten während mehrerer Jahrhunderte. Der Heilige wurde insbesondere für die Bitte um Schutz gegen Hagel angerufen. Der Brauch sah vor, dass in stürmischen Nächten Enten geopfert wurden, die an die Türen der Häuser genagelt wurden. Bei der Volkszählung im Béarn im Jahr 1385 wurden in Lichos und dem zugehörigen Haute, heute Teil der Nachbargemeinde Charre, 20 Haushalte gezählt und vermerkt, dass der Ort zur Bailliage von Sauveterre gehörte. Seit dem Mittelalter verläuft die Via Podiensis, einer der vier historischen Jakobswege nach Santiago de Compostela, durch Lichos. Im 16. Jahrhundert bildeten Lichos, Charre und Haut eine einzige Gemeinde. Lichos litt wie zahlreiche Béarner Gemeinden unter den Hugenottenkriegen, denen im Jahre 1569 die Pfarrkirche von Lichos zum Opfer fiel.
Toponyme und Erwähnungen von Lichos waren:
- Lesxos (1376, Manuskript von 1376),
- Lixos (1385, Volkszählung des Béarn),
- Lexos (1391, Notare aus Navarrenx) und
- Lichos (1750, Karte von Cassini).[5][6]

### Einwohnerentwicklung
Nach Höchstständen der Einwohnerzahl von rund 180 in der Mitte des 19. Jahrhunderts reduzierte sich die Zahl bis zu den 1860er Jahren um 40 Einwohner, stieg in den folgenden 20 Jahren um rund 20 Einwohner, um in der Folge auf rund 100 Einwohner am Ende der 1960er Jahre zu sinken. Seitdem erfuhr die Gemeinde ein Wachstum auf ein Niveau von rund 140 Einwohnern, welches bis heute gehalten wird.
| Jahr      | 1962 | 1968 | 1975 | 1982 | 1990 | 1999 | 2006 | 2009 | 2022 |
| --------- | ---- | ---- | ---- | ---- | ---- | ---- | ---- | ---- | ---- |
| Einwohner | 123  | 101  | 133  | 137  | 146  | 129  | 135  | 139  | 133  |

## Sehenswürdigkeiten

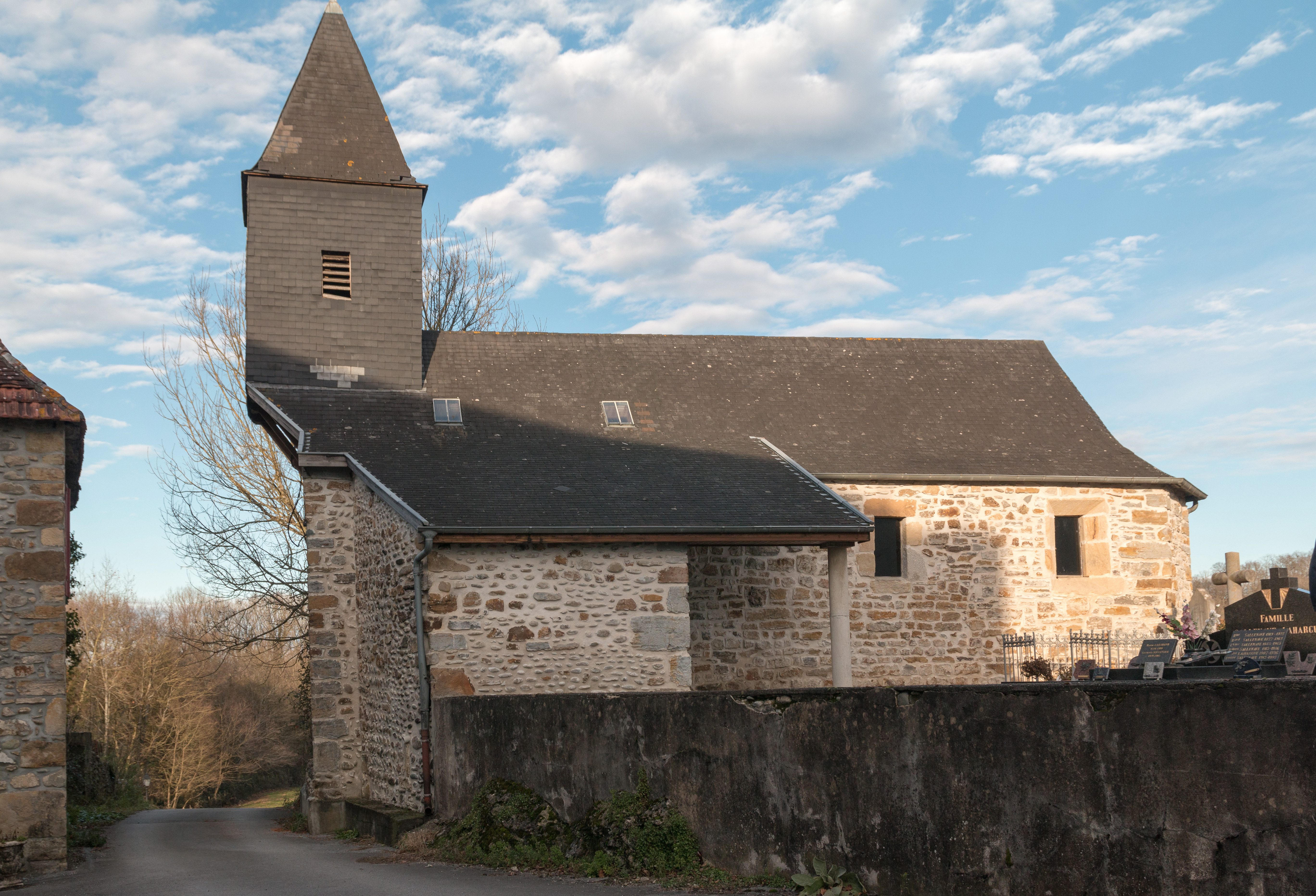
Pfarrkirche Saint-Just et Saint-Pasteur

- Pfarrkirche von Lichos, geweiht Justus und Pastor. Wie die meisten Gotteshäuser im Béarn, so wurde auch die Pfarrkirche von Lichos im Jahre 1569 von protestantischen Truppen der Jeanne d’Albret, Königin von Navarra, die die Reformation in ihrem Land durchsetzen wollte, in Brand gesteckt. Im 17. Jahrhundert wurde sie wieder aufgebaut und im 19. Jahrhundert umgestaltet. Der Zugang zu ihrem Langhaus führt über einen seitlichen Vorbau, dessen Dach als Verlängerung des Hauptdachs ausgestaltet ist, das ebenso wie das Dach und die Wände des angrenzenden viereckigen Glockenturms mit Schiefer gedeckt ist. Im Inneren besitzt das Langhaus eine Empore auf drei Seiten.[10]

Ausstattungsgegenstände der Pfarrkirche von Lichos
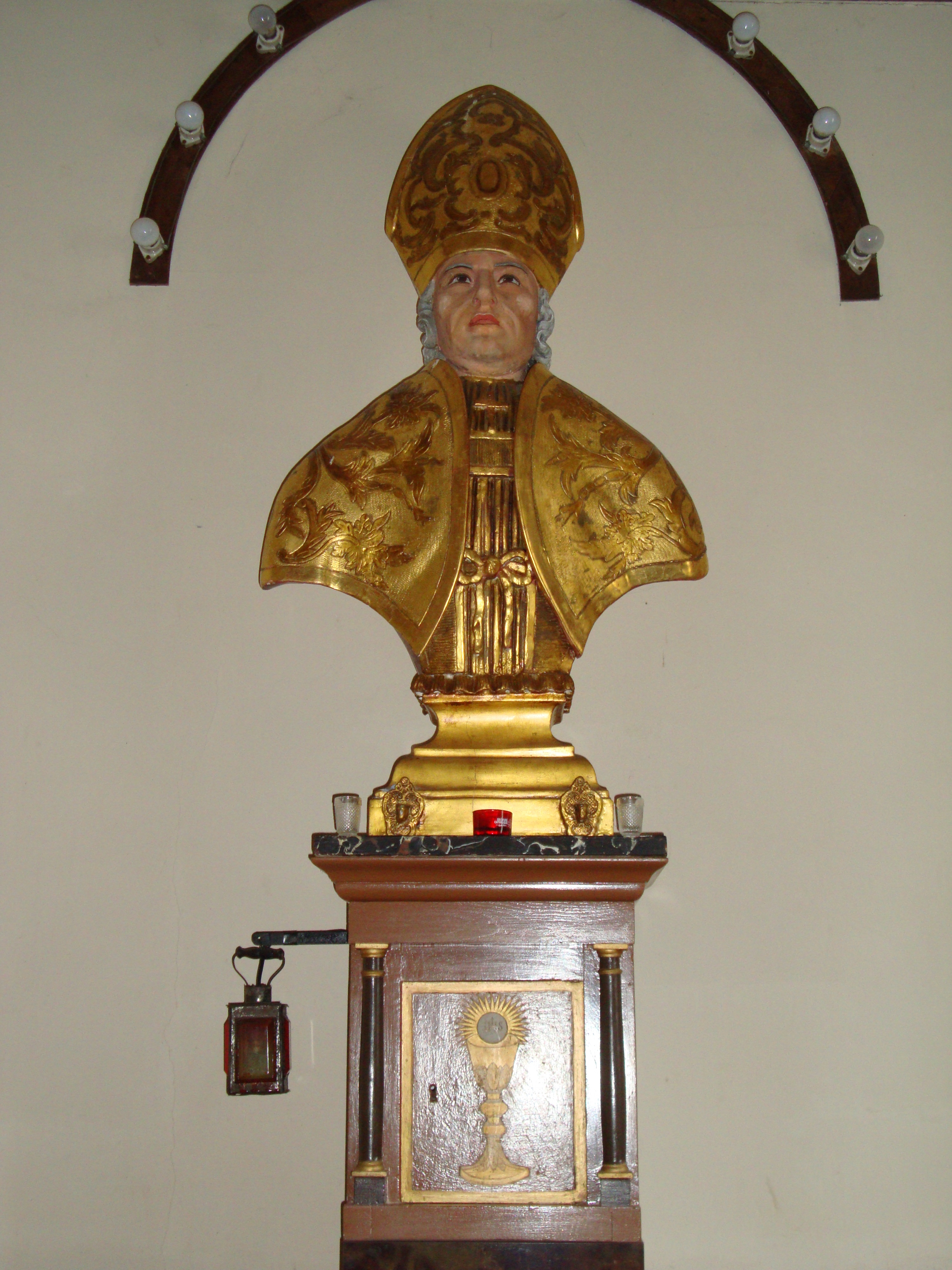
Büste des heiligen Gratus
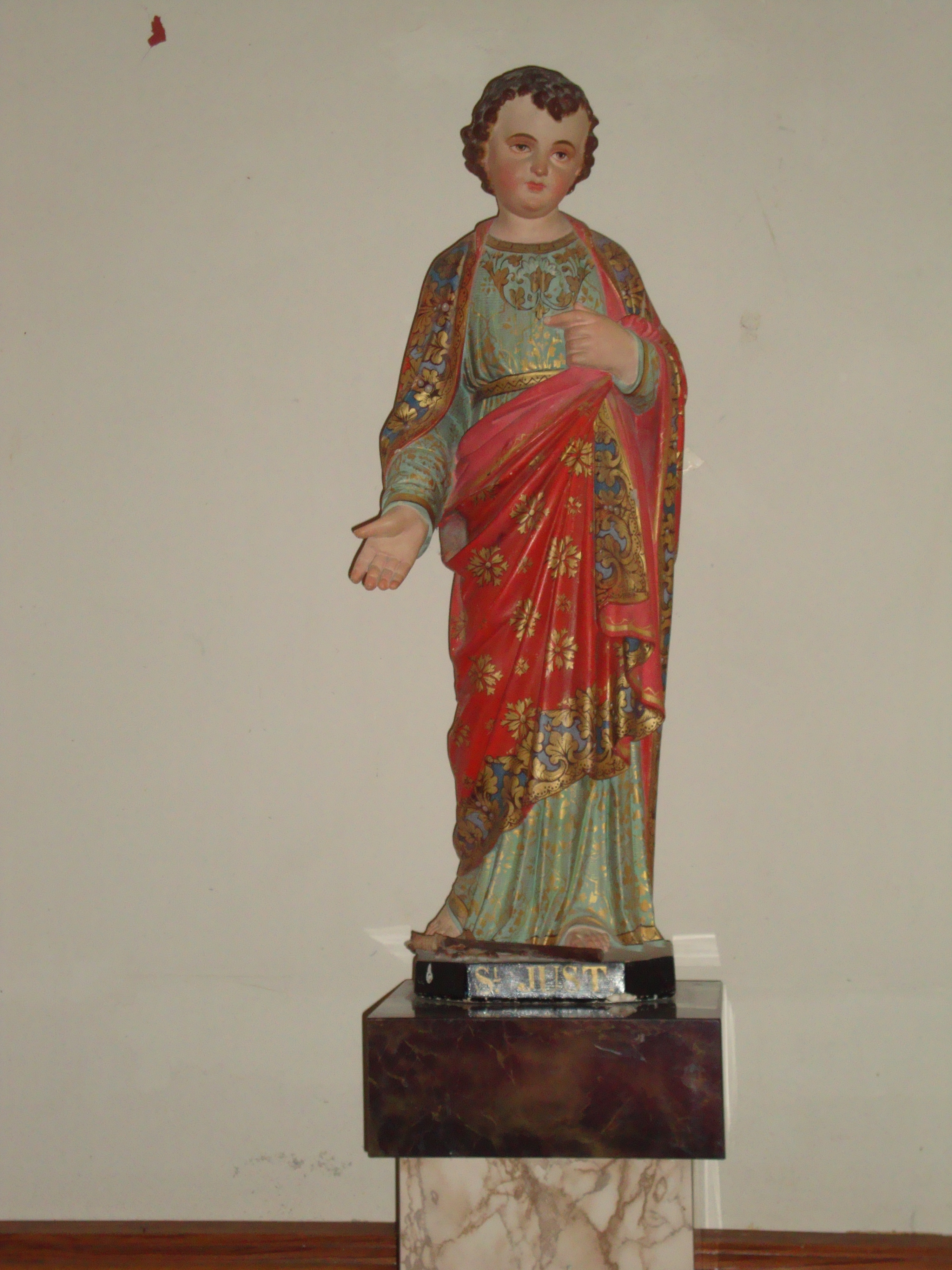
Statue des heiligen Justus
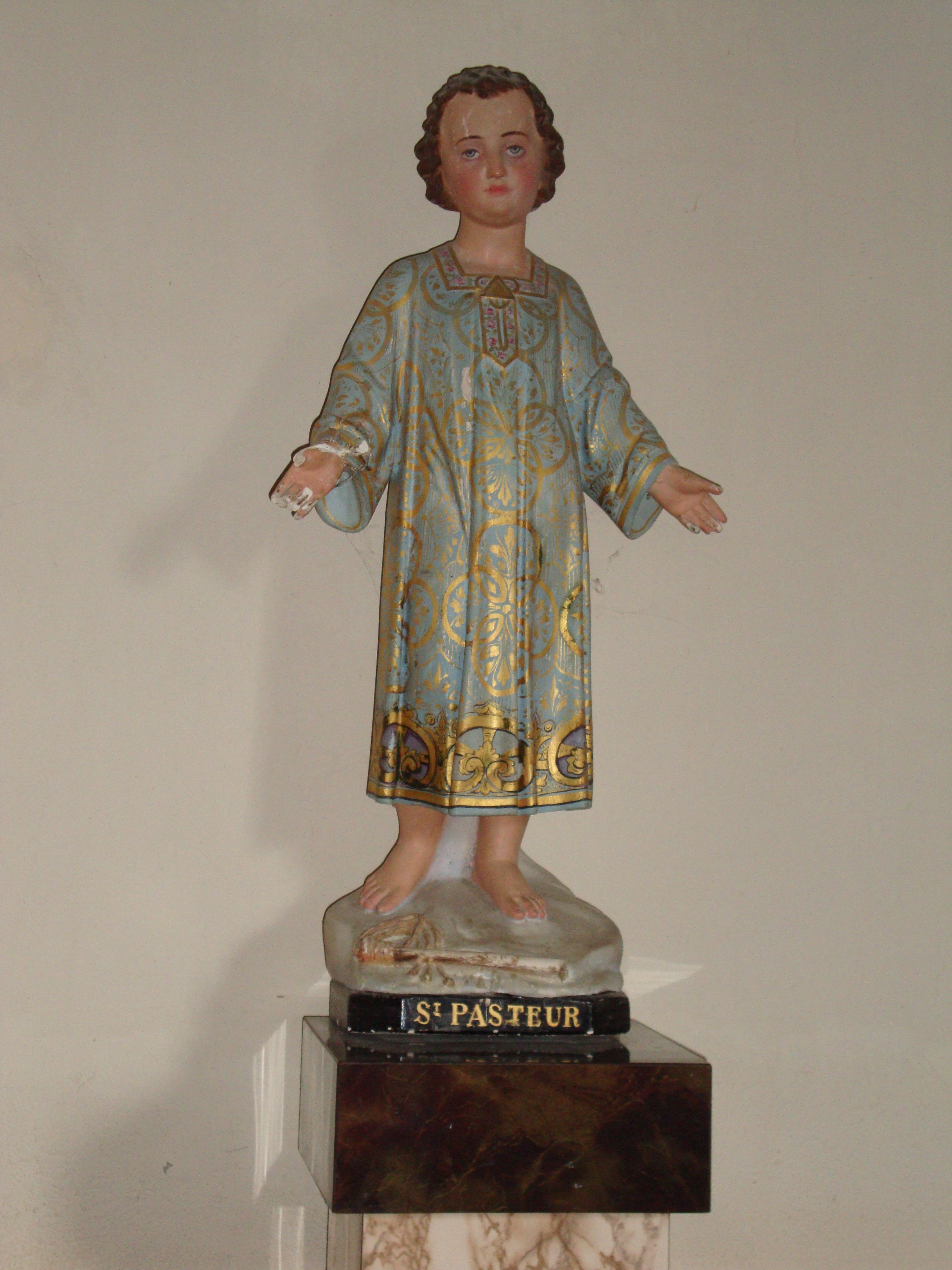
Statue des heiligen Pastor

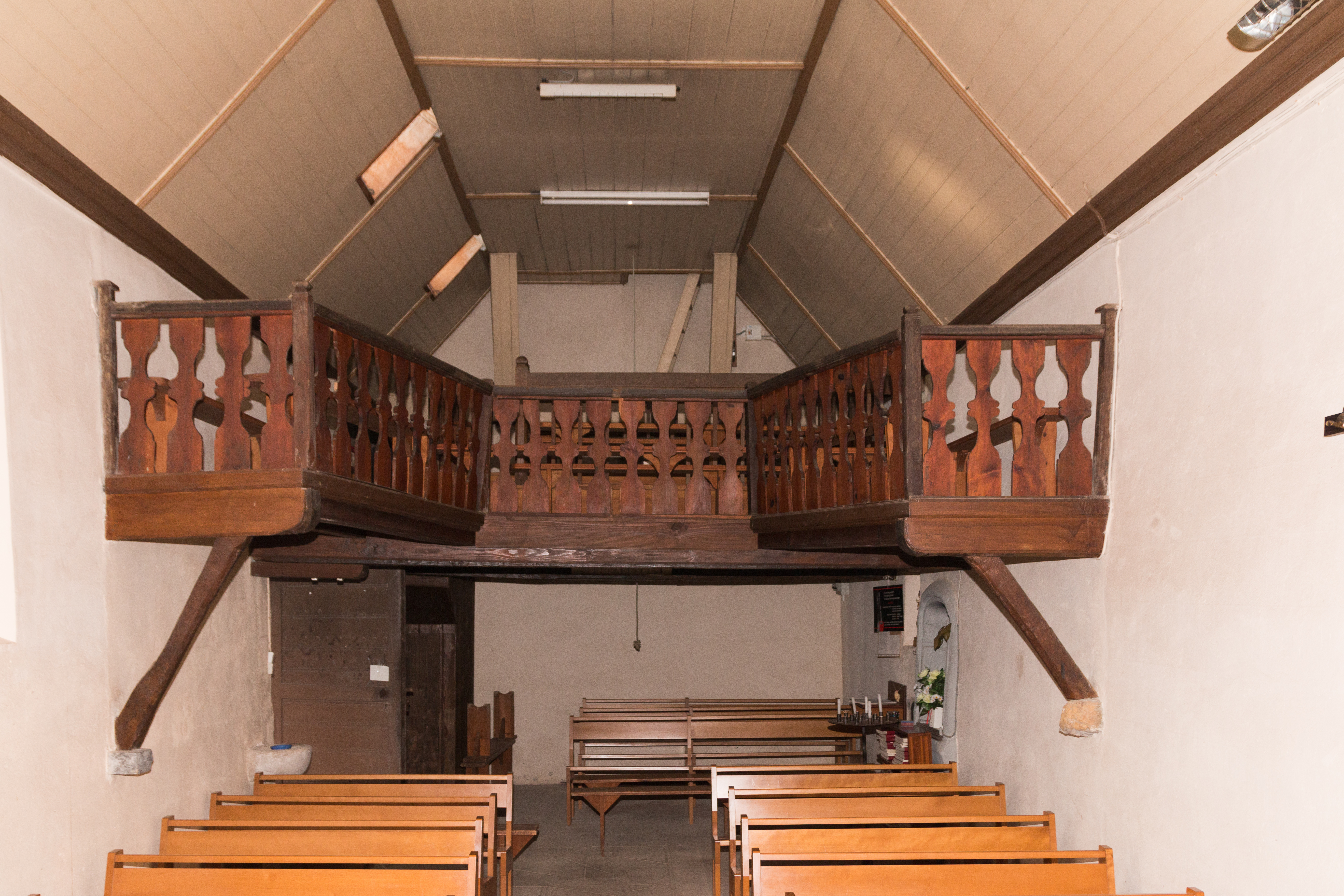
Empore
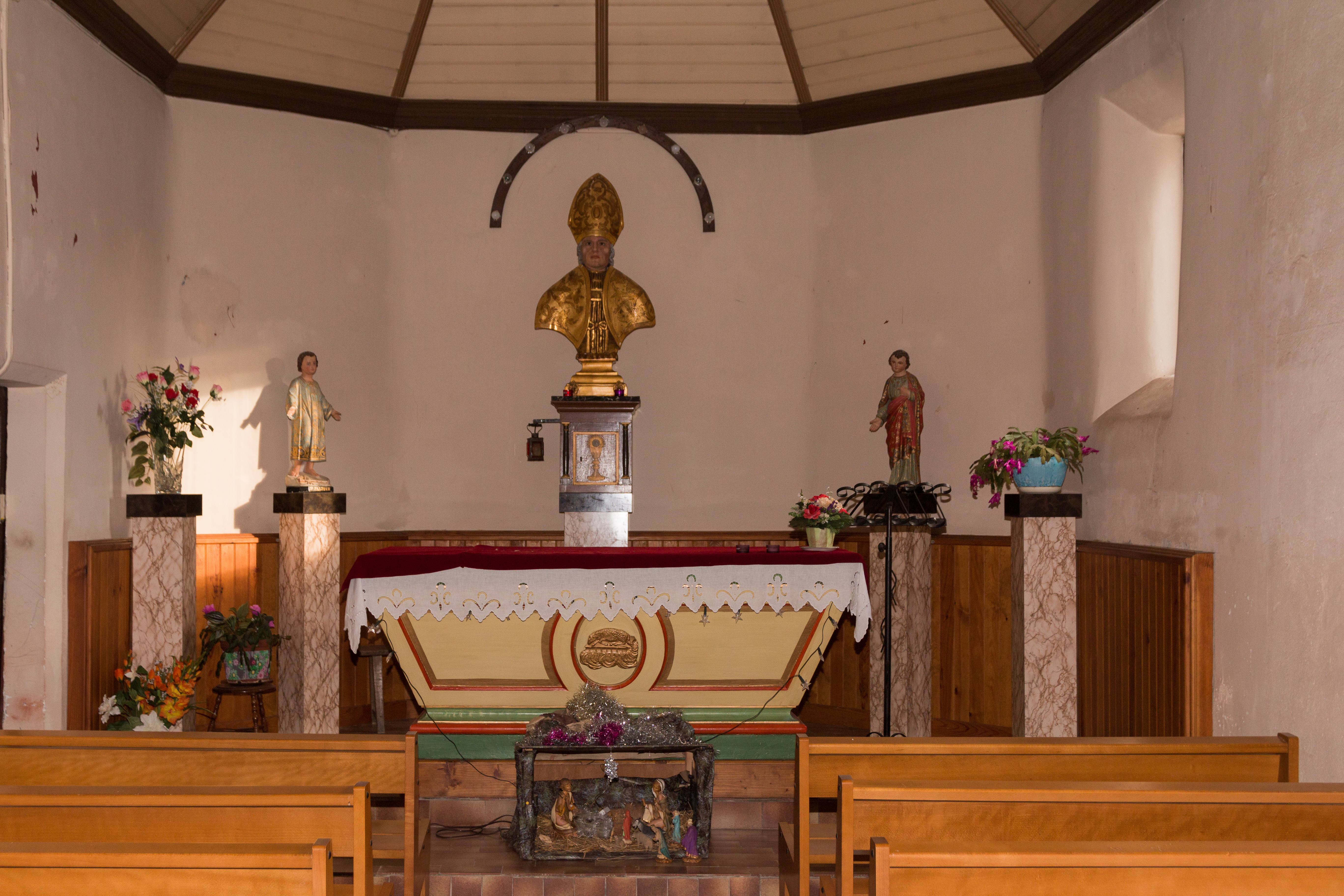
Altar

- Reste einer römischen Brücke. Reste von zwei Pfeilern einer ehemaligen Brücke über den Saison haben die Jahrhunderte überdauert, einer am linken Ufer, einer in der Flussmitte. Obwohl eine präzise Datierung nicht vorliegt, lässt die Art des Mauerwerks auf einen römischen Ursprung schließen.[11]

## Wirtschaft und Infrastruktur

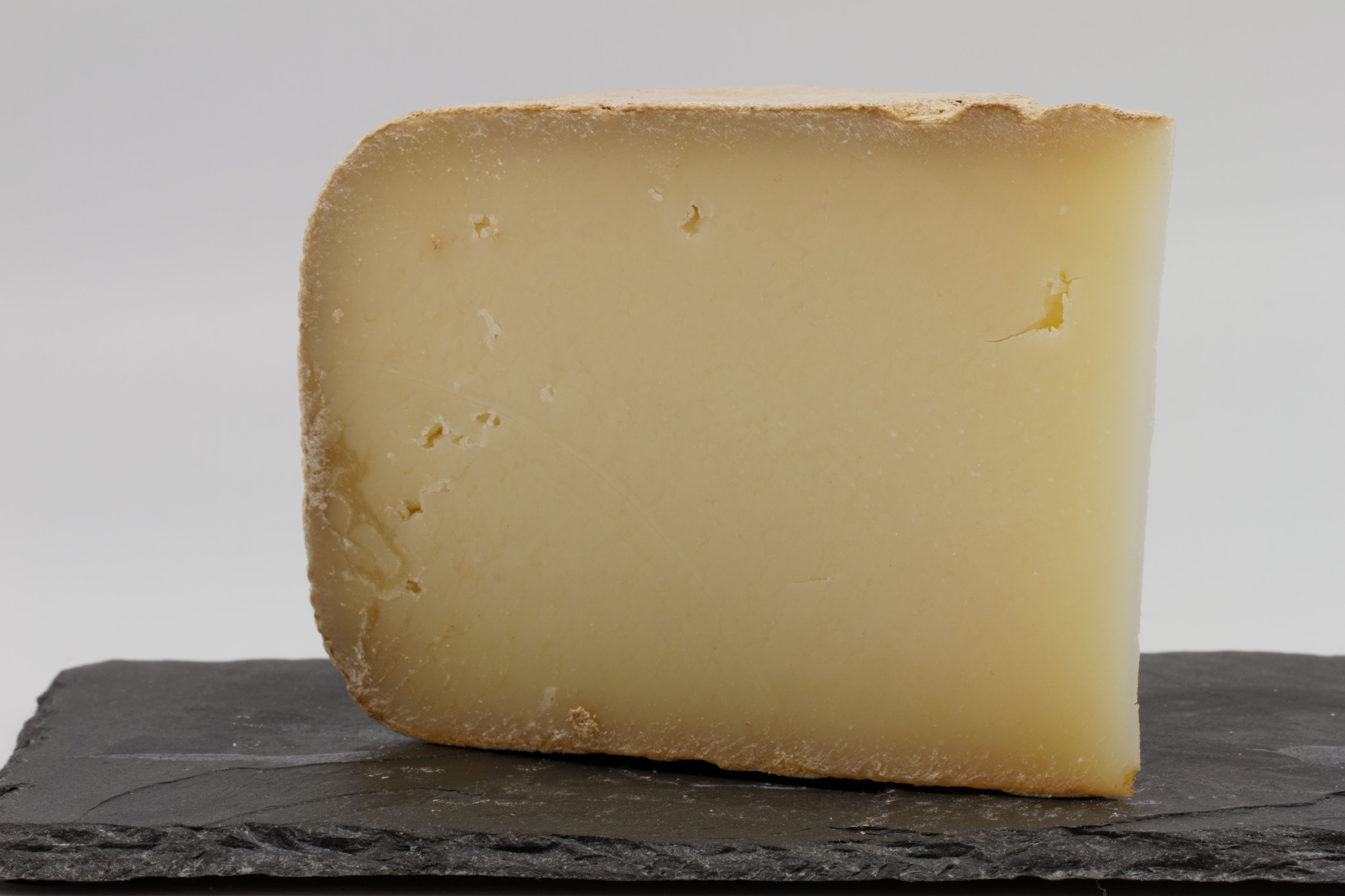
Ossau-Iraty

Die Landwirtschaft ist der wichtigste Wirtschaftsfaktor der Gemeinde. Die Firma „SCEA TREBUCQ“ mit rund zehn Mitarbeitern ist ein Betrieb der Geflügelzucht. Lichos liegt in den Zonen AOC des Ossau-Iraty, eines traditionell hergestellten Schnittkäses aus Schafmilch, sowie der Schweinerasse und des Schinkens „Kintoa“.

Logo des Jakobswegs

### Sport und Freizeit
- Der Fernwanderweg „GR 65“ von Genf nach Roncesvalles führt durch das Gemeindegebiet. Er folgt ab Le Puy-en-Velay der Via Podiensis, einem der vier historischen Jakobswege in Frankreich.[14][15]
- Der Verein Cheval Bleu unterhält in Lichos eine pädagogische Einrichtung auf einem Gelände von fünf Hektar, die Kinder Aktivitäten in Verbindung mit Pferden und in künstlerischen Werkstätten (Malerei, Musik, Kochen) anbietet.[16]

### Verkehr
Lichos wird durchquert von den Routes départementales 23 und 2023.